# Hieracium spathulatum
Hieracium spathulatum là một loài thực vật có hoa trong họ Cúc. Loài này được Scheele mô tả khoa học đầu tiên năm 1863.